# Mosteiro de São João, o Teólogo
O Mosteiro de São João o Teólogo (em grego: Μονή Αγίου Ιωάννου του Θεολόγου) é um mosteiro ortodoxo situado na ilha de Patmos na Grécia.
Foi incluído como Patrimônio Mundial da UNESCO em 1999.

## História
Em 1088 o imperador bizantino Aleixo I Comneno deu a ilha de Patmos ao soldado-pastor João Cristódulo. A maior parte do mosteiro foi completada por Cristódulo três anos depois; ele fortificou muito o exterior por causa das ameaças de pirataria e de dos turcos. 330 raros manuscritos encontram-se na biblioteca, sendo 82 do Novo Testamento.
Em 2012, moravam 40 monges neste mosteiro.

## Galeria

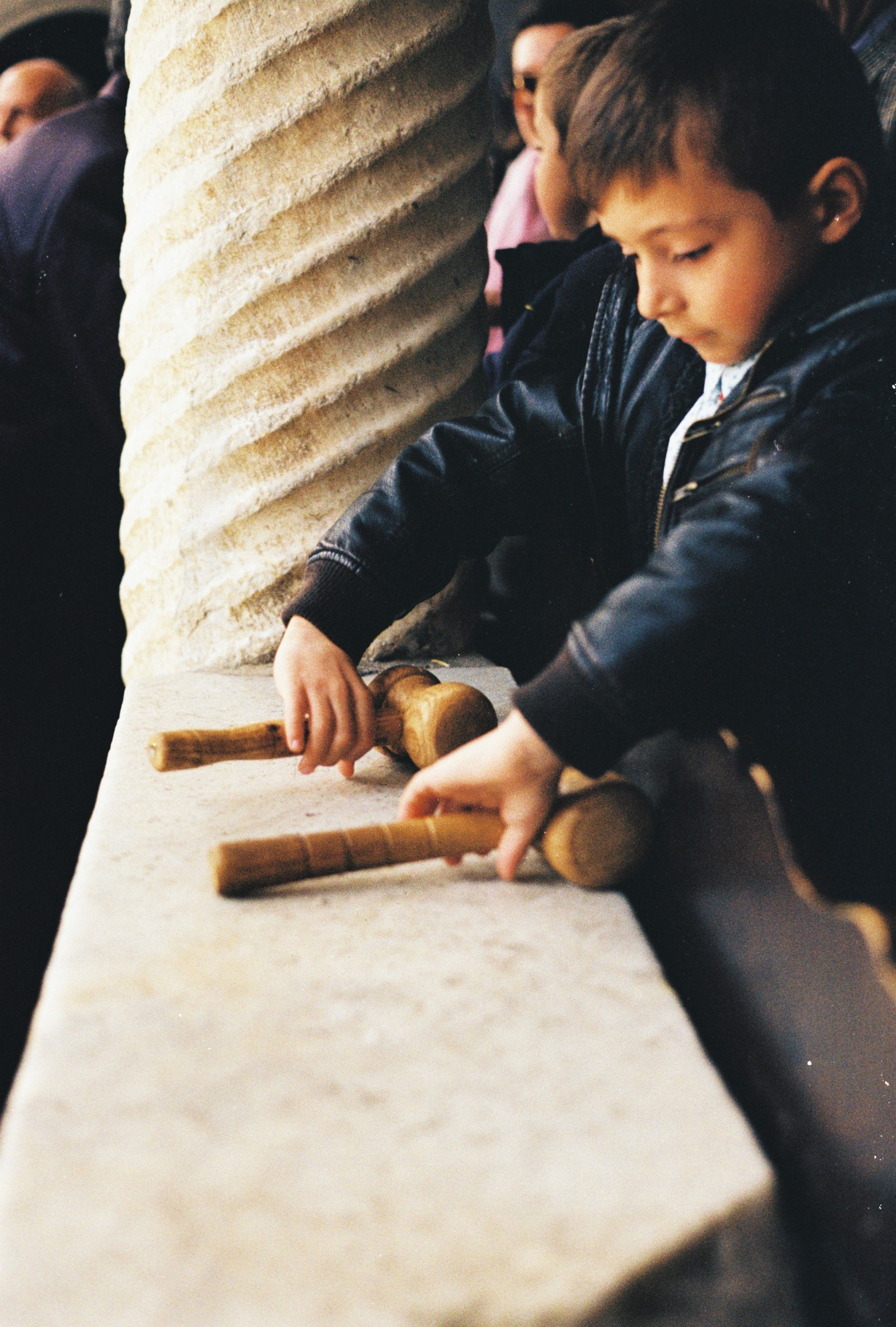
Boy at Monastery of Saint John, Patmos
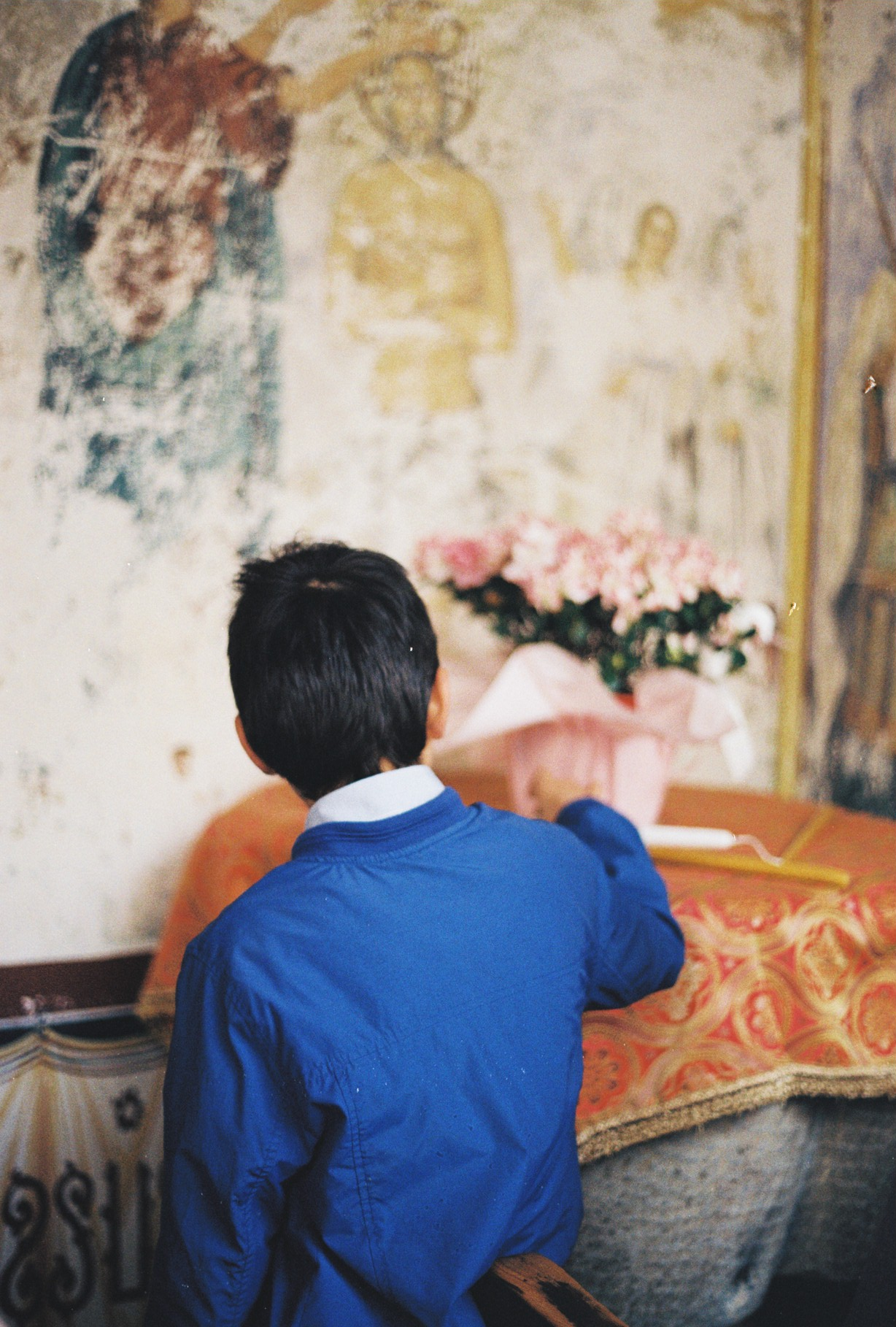
Boy in fromt of mural at Monastery of Saint John's
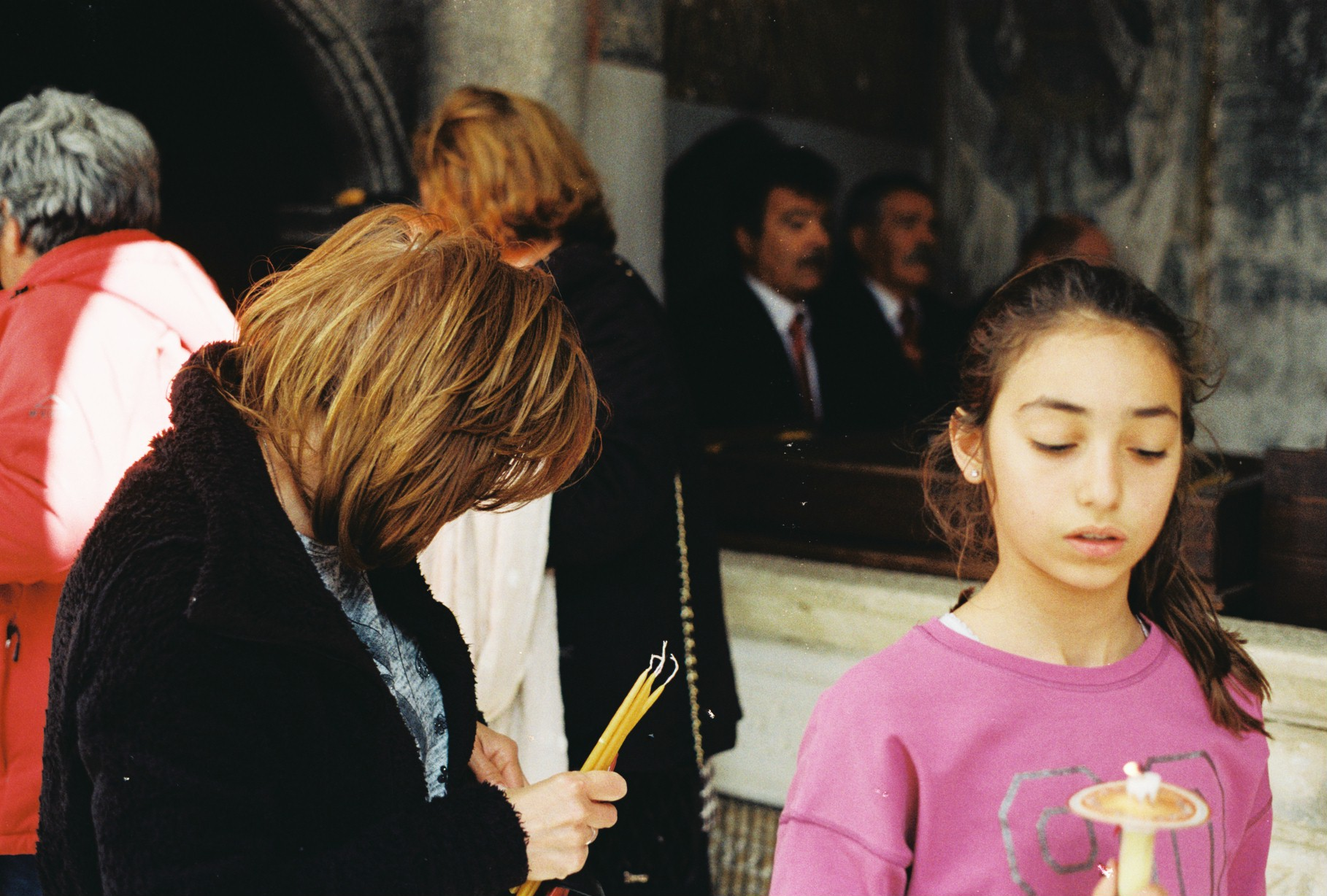
Girl and Woman at Monastery of Saint Johns, Patmos
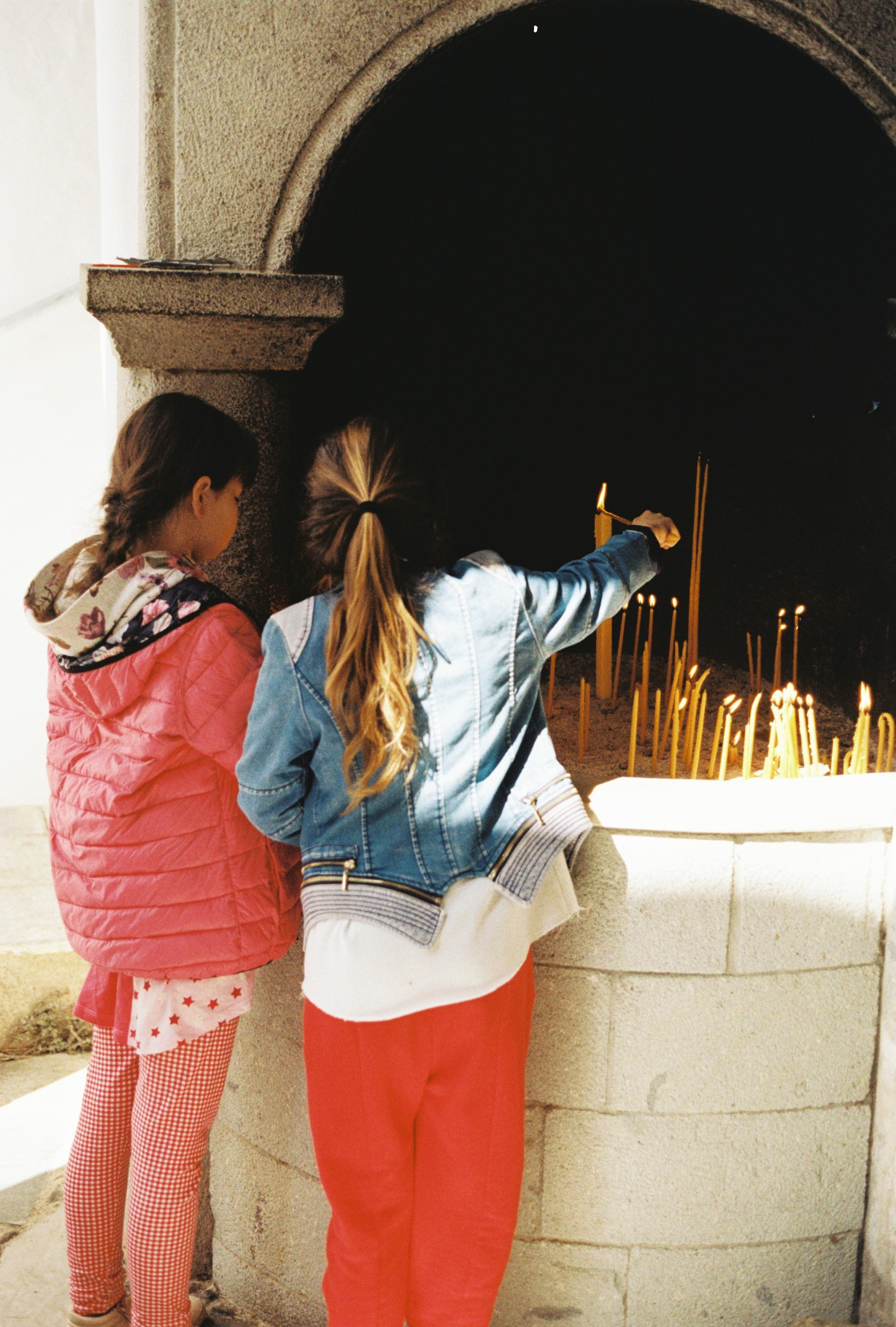
Girls lighting Candles at Monastery of Saint Johns
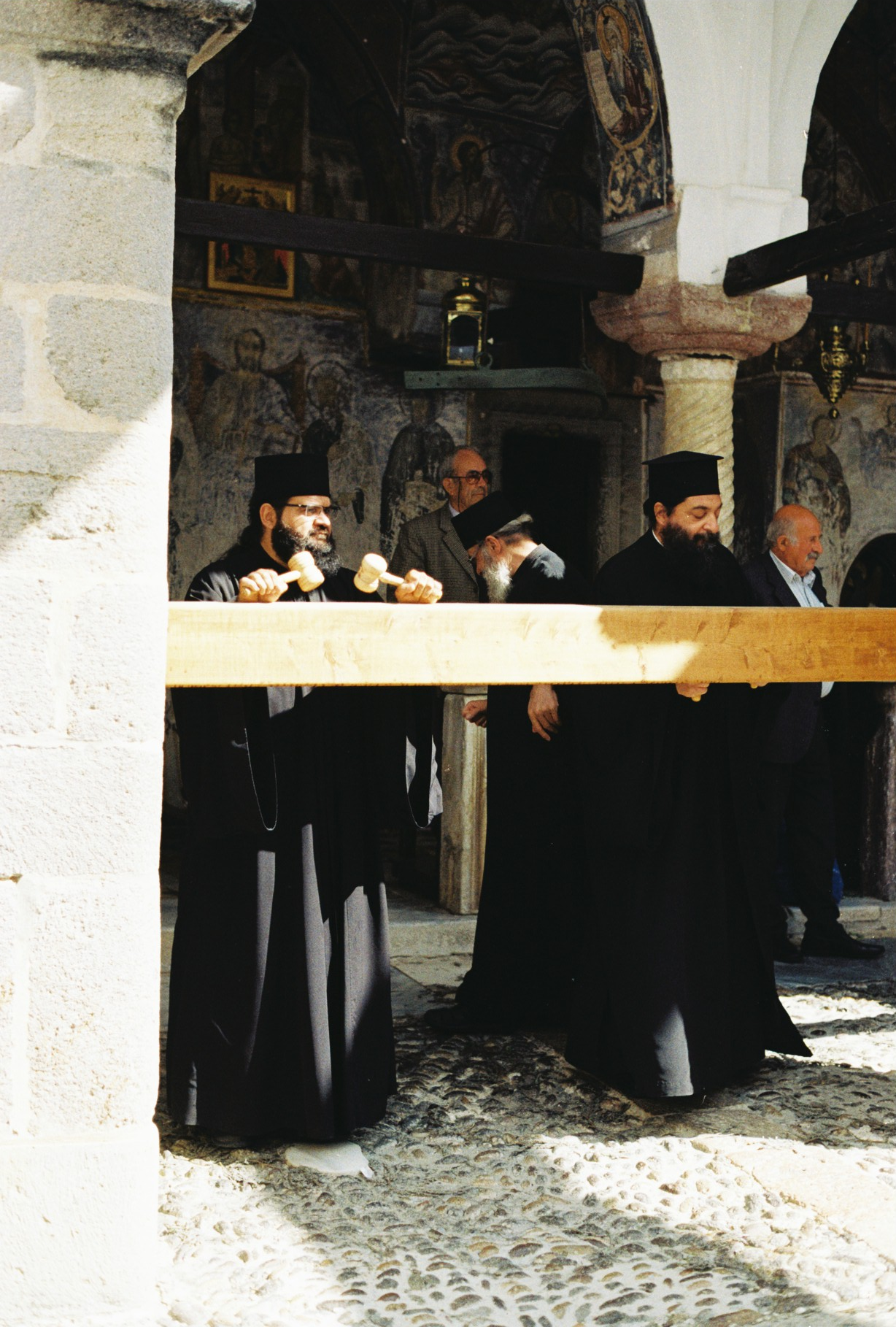
Greek orthodox Priests at Monastery of Saint John's
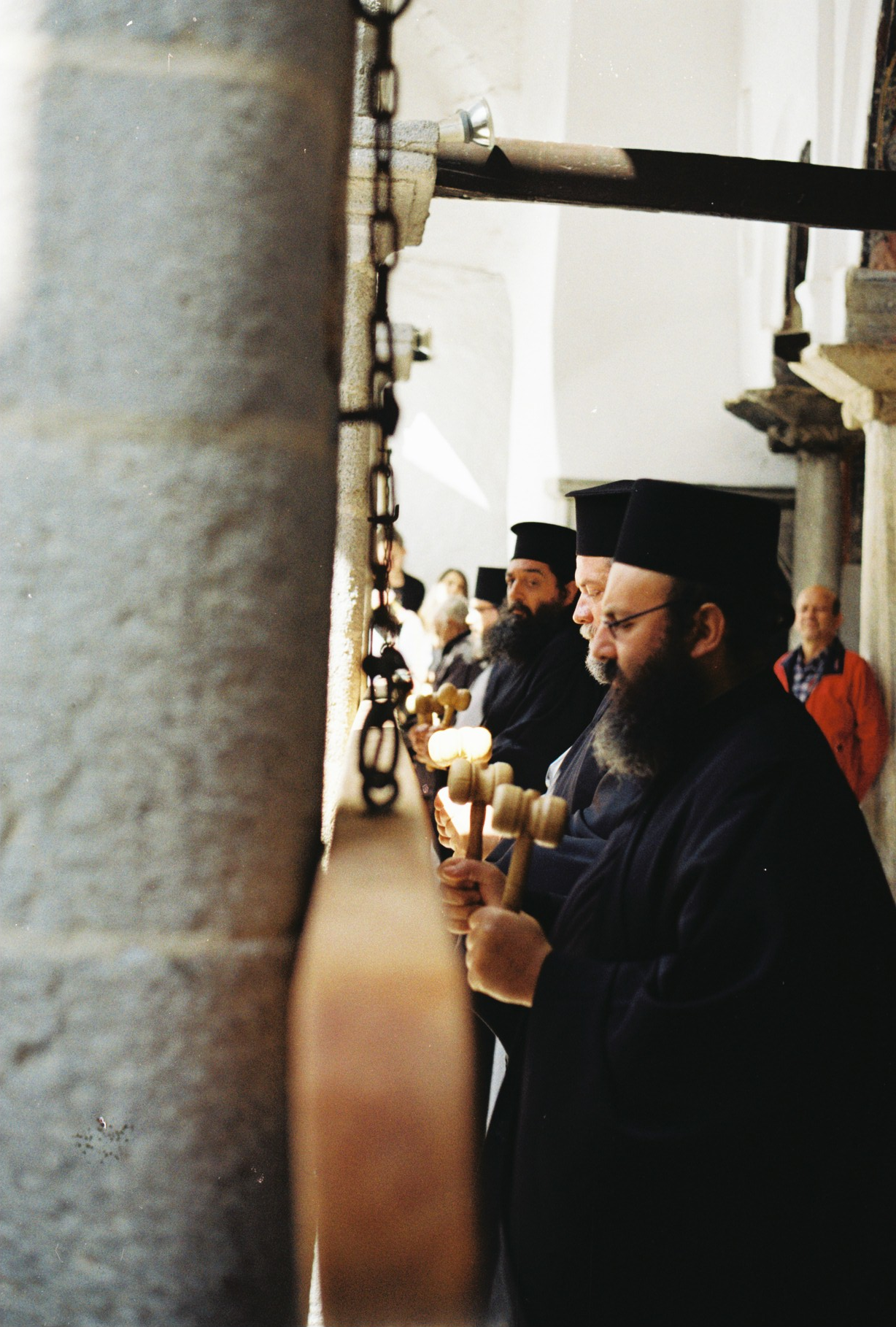
Greek orthodox Priests at Monastery of Saint John's
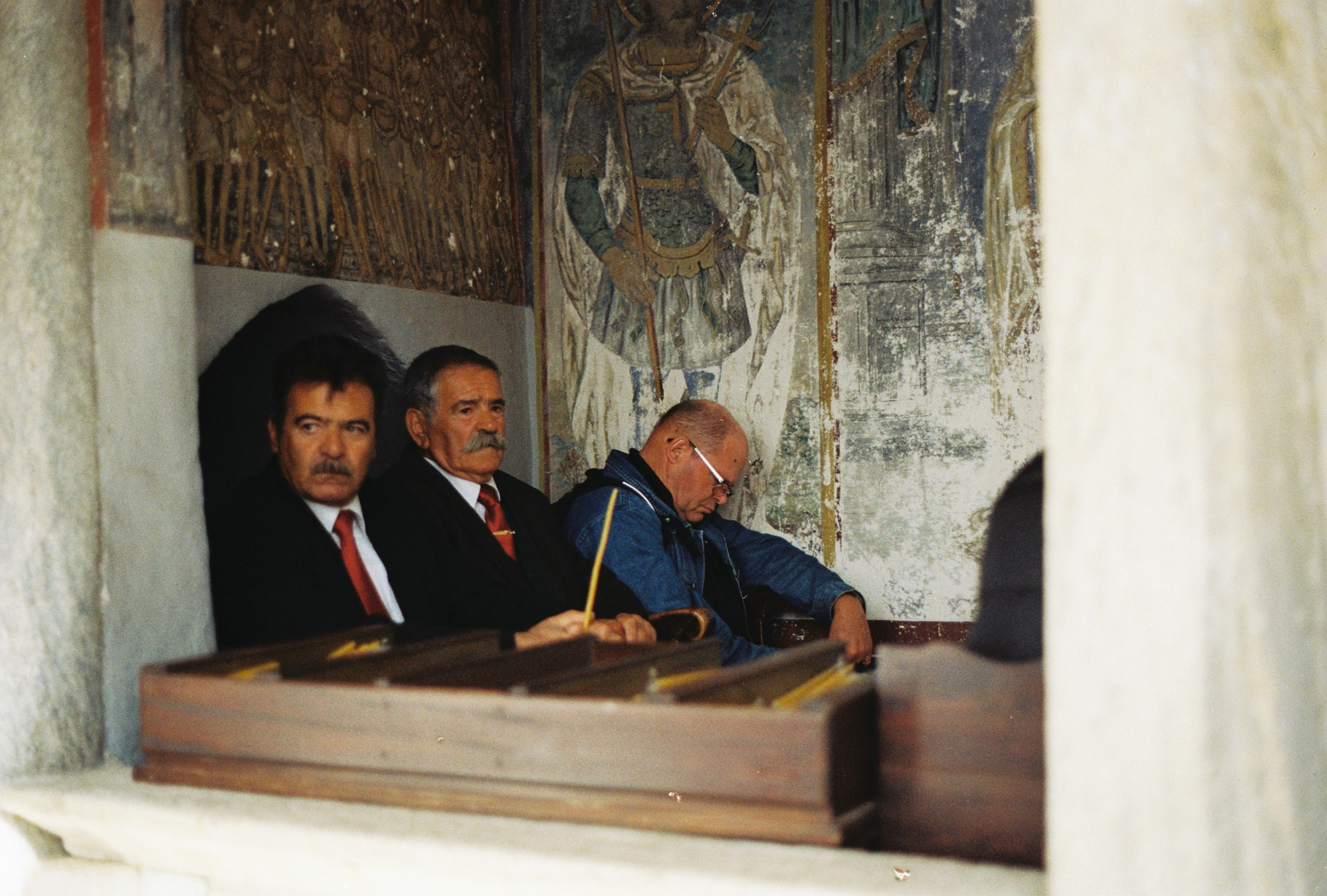
Men at Monastery of Saint John's during Easter Celebrations
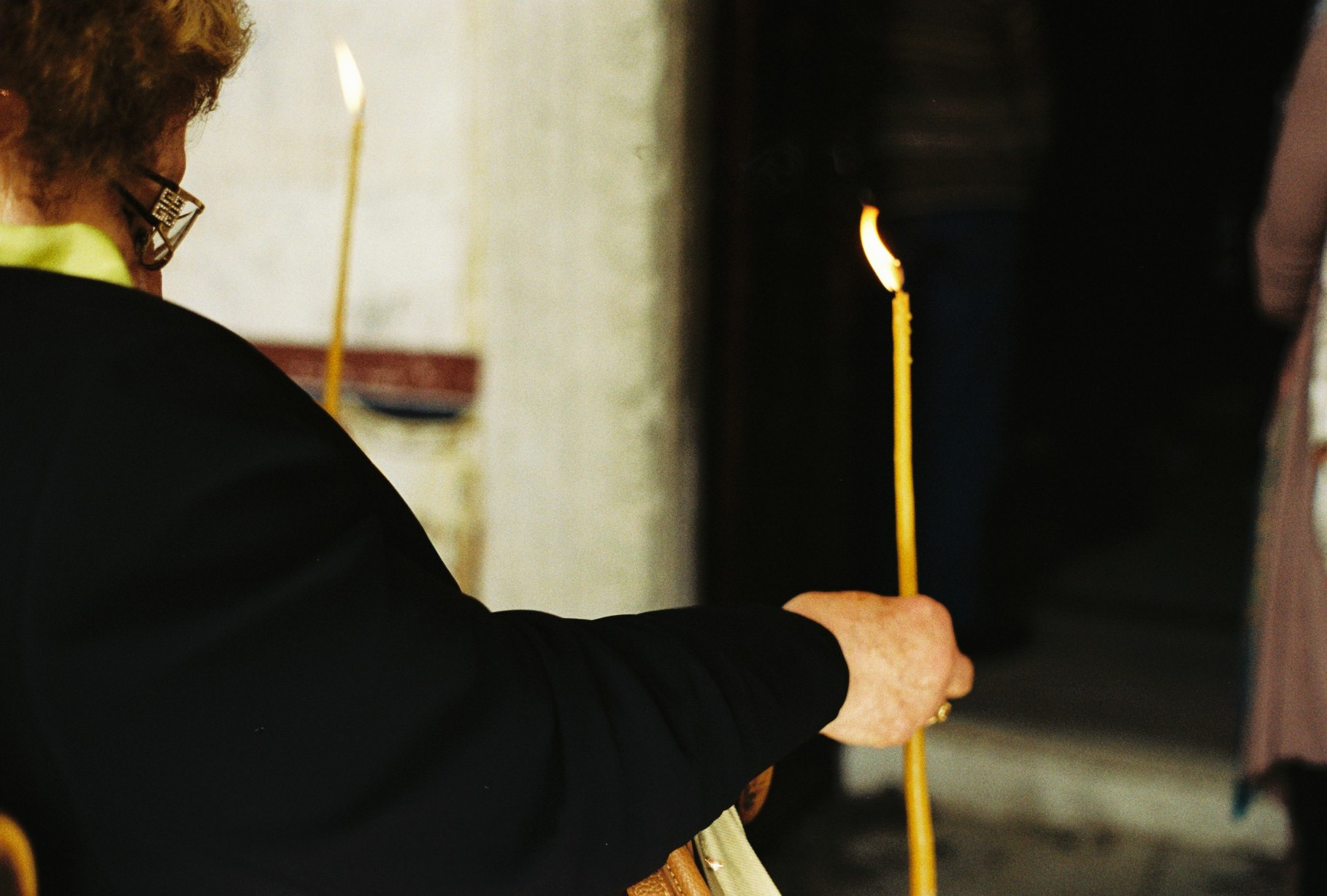
Woman with Candle at Monastery of Saint Johns during Easter Celebrations